# Araguari (rivier in Amapá)
De Araguari (Portugees: Rio Araguari) is een Braziliaanse rivier die door de deelstaat Amapá stroomt en uitmondt in de Atlantische oceaan. 

## Loop
De Araguari ontspringt in de Serra Lombarda (Nationaal park Montanhas do Tumucumaque) in het noorden van de staat Amapá. De rivier stroomt zuidwaarts langs het bosgebied Floresta Nacional de Amapá en vervolgens oostwaarts waarna de rivier uitmondt in de Atlantische oceaan. De rivier bevindt ten noorden van de Amazone en loopt gedeeltelijk parallel aan de Amazone.

## Vloedbranding
Araguari was beroemd vanwege zijn vloedbranding ("Pororoca" genoemd in het Amazone-gebied) die grote golven veroorzaakte die minutenlang konden aanhouden. De rivier was populair bij surfers. In 2013 werden drie dammen gebouwd in de rivier voor een waterkrachtcentrale. Niet alleen verdween de vloedbranding, maar de Amazone verlegde zijn loop. Met name de Bailique archipel, een groep riviereilanden, werd zwaar getroffen. De eilanden ondervinden sindsdien ernstige erosie en het afbrokkelen van de rivieroever.

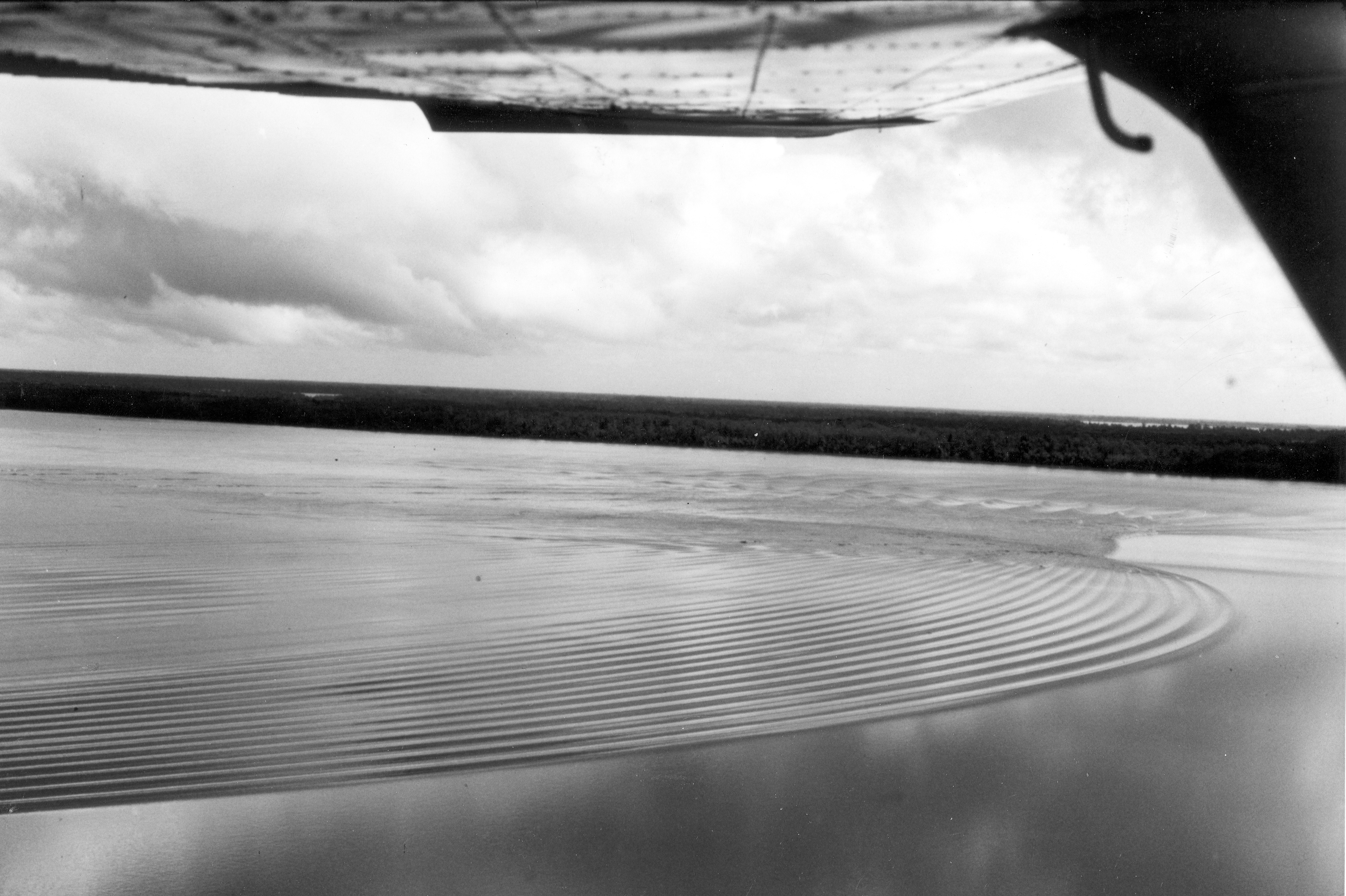
Vloedbranding in 2006
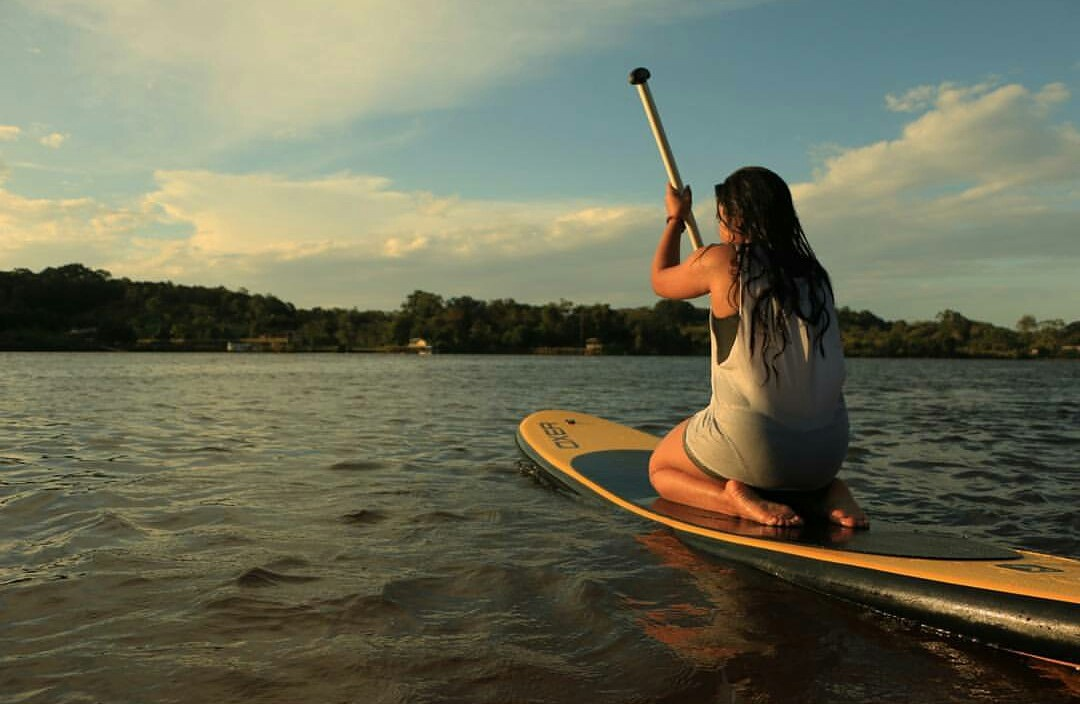
Surfer (2016)
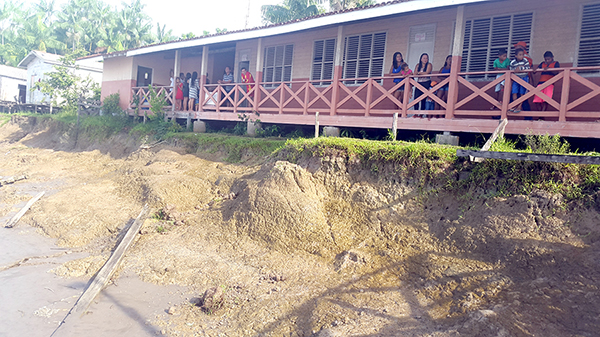
Erosie in Bailique (2017)

## Plaatsen
De plaatsen gelegen aan de rivier de Araguari in volgorde stroomafwaarts:
- Porto Grande
- Ferreira Gomes
- Cutias

## Zijrivieren
De Araguari heeft een aantal zijrivieren. In volgorde stroomafwaarts:
- Tapiti
- Mutum
- Santo Antônio
- Falsino
- Amapari
- Tracajatuba
- Aporema
- Gurijuba (verbinding met de Amazone)